# Archaeogerydus karennia
Archaeogerydus karennia är en fjärilsart som beskrevs av Evans 1932. Archaeogerydus karennia ingår i släktet Archaeogerydus och familjen juvelvingar. Inga underarter finns listade i Catalogue of Life.